# Блэцлебю
Блэцлебю (нем. Blätzlebue) — персонаж швабско-алеманнских карнавалов «Фастнахт», карнавальный костюм.
Карнавальный костюм "блэцлебю" напоминает оперение петуха, сделан из небольших кусочков ткани разного цвета, нашитых в виде чешуи на платье. Костюм завершает "гребешок" на голове петуха из ярко-красной рюши, в руке – длинный прут или палочка, украшенные ленточками, чтобы наносить лёгкие шутливые удары под звуки мурлыканья.

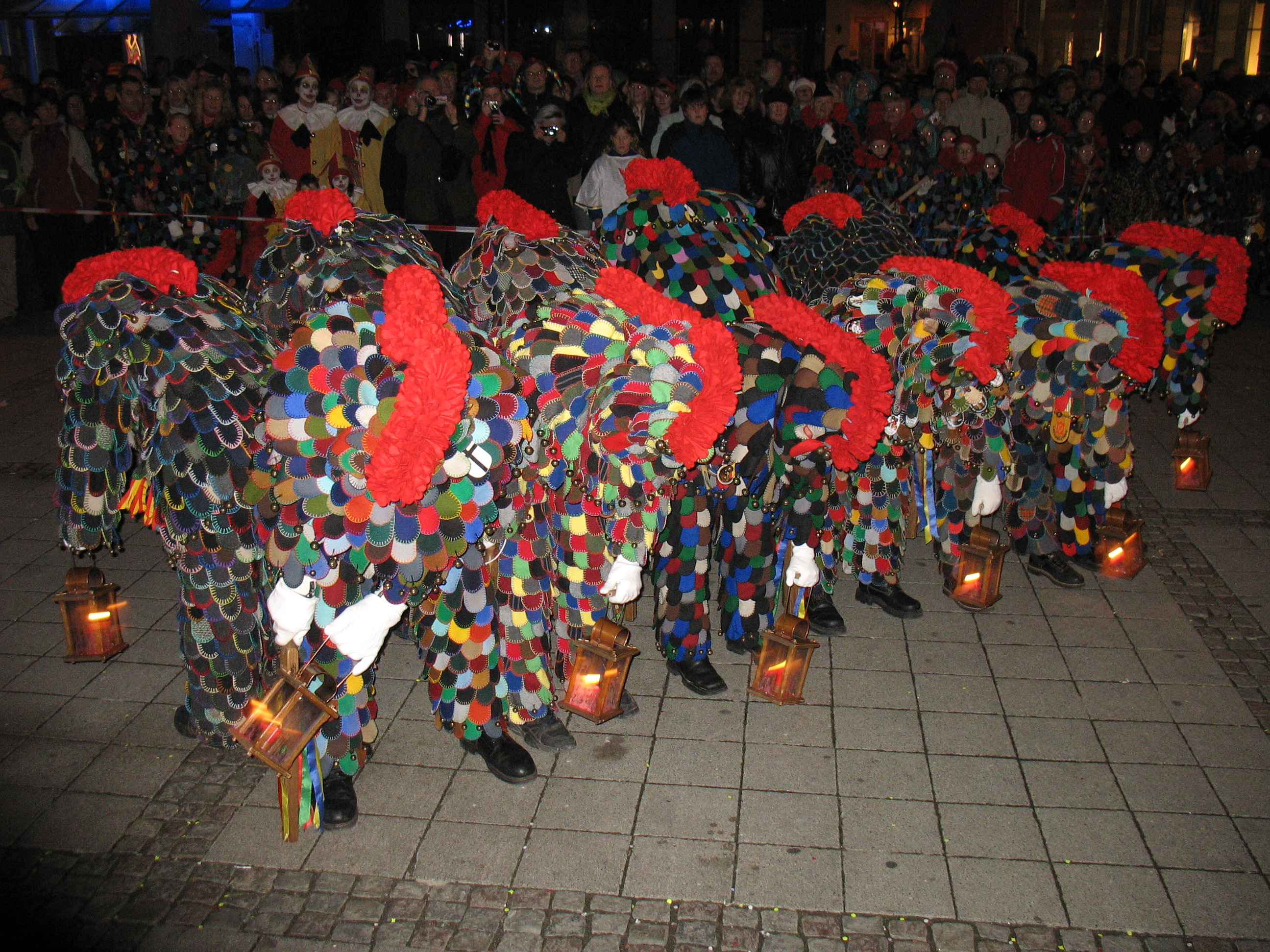
Ночной танец Блэцлебю (2008)
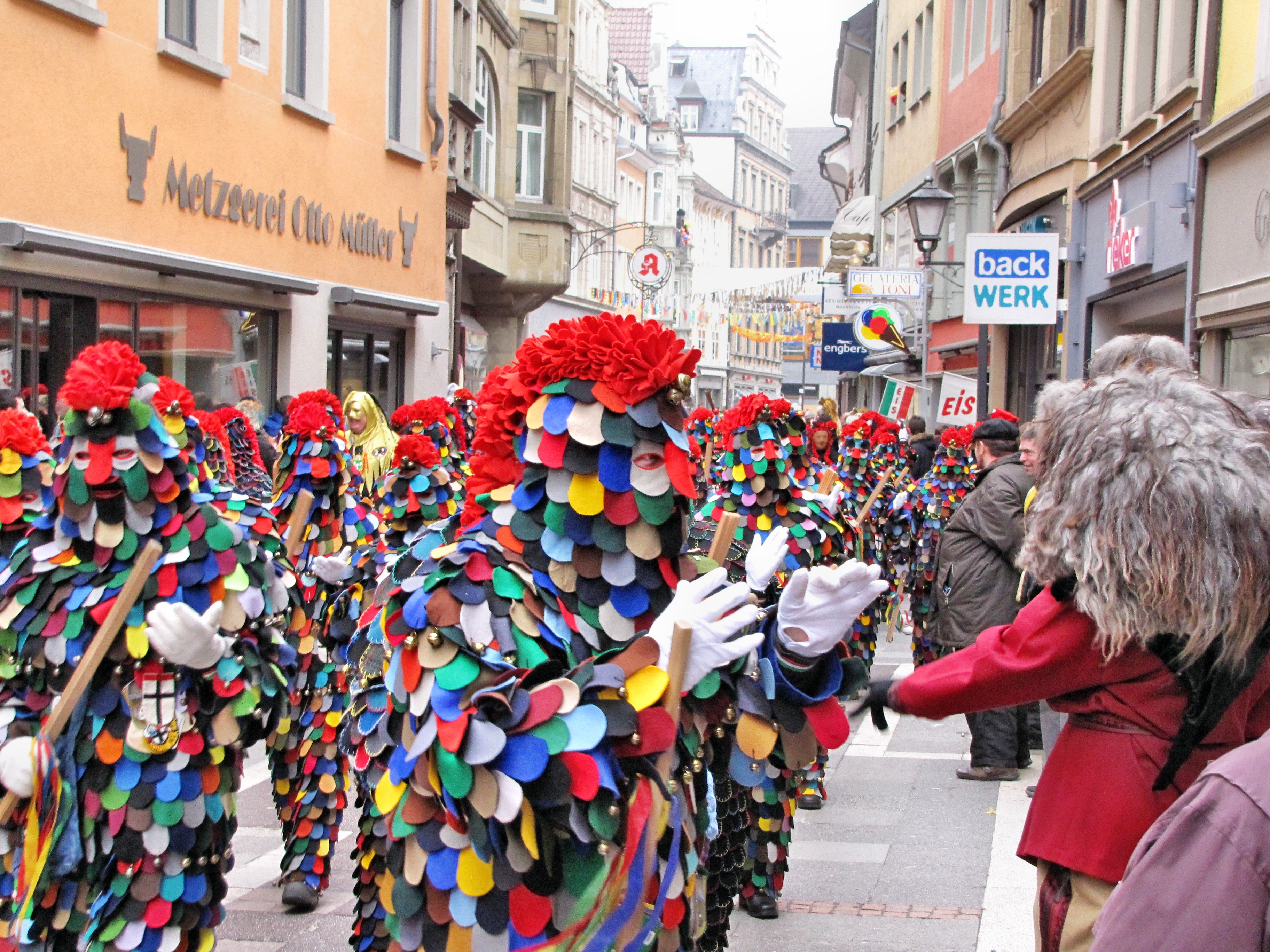
Шествие Блэцлебю (2011)
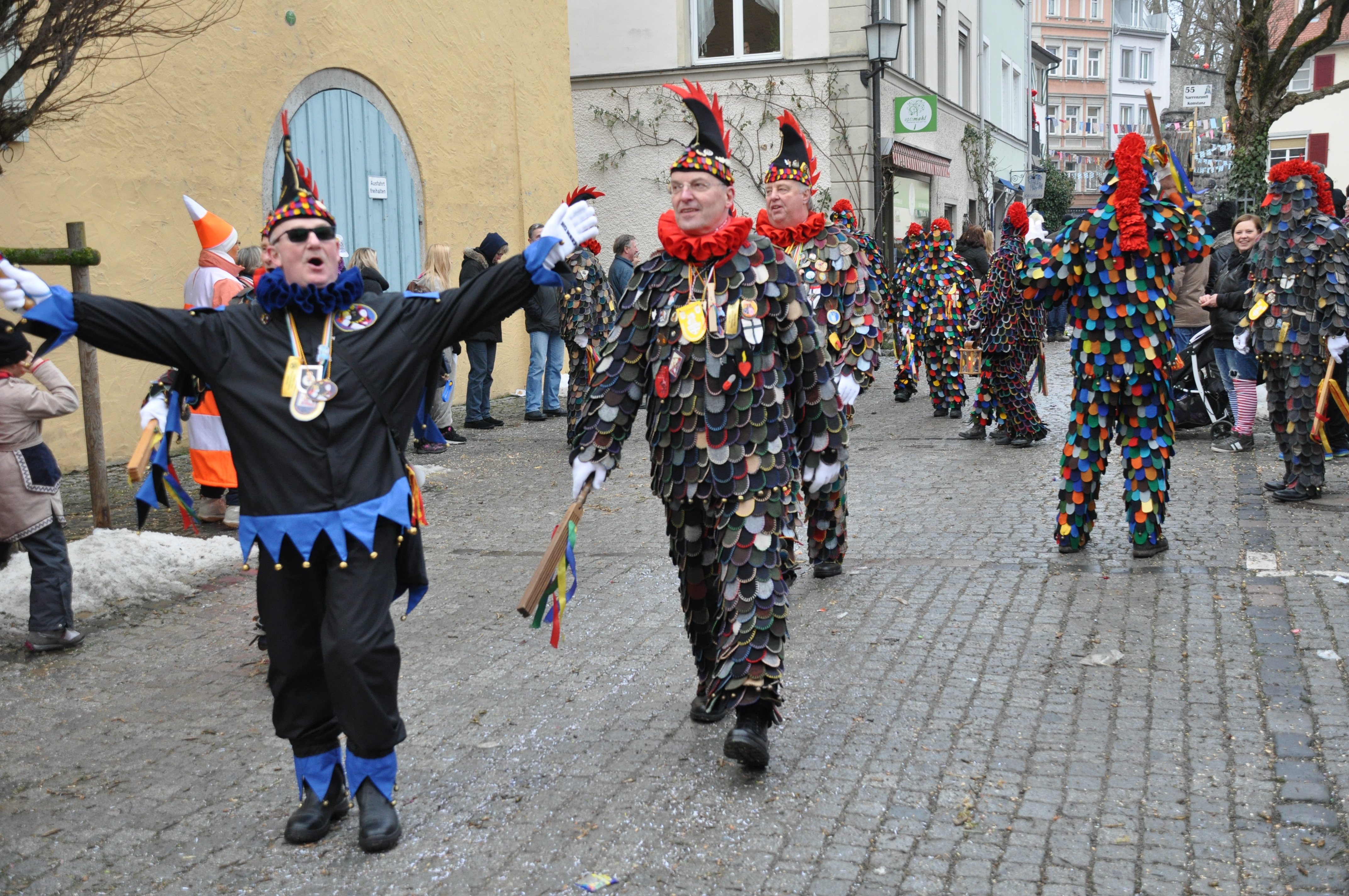
Шествие Блэцлебю  (2016)
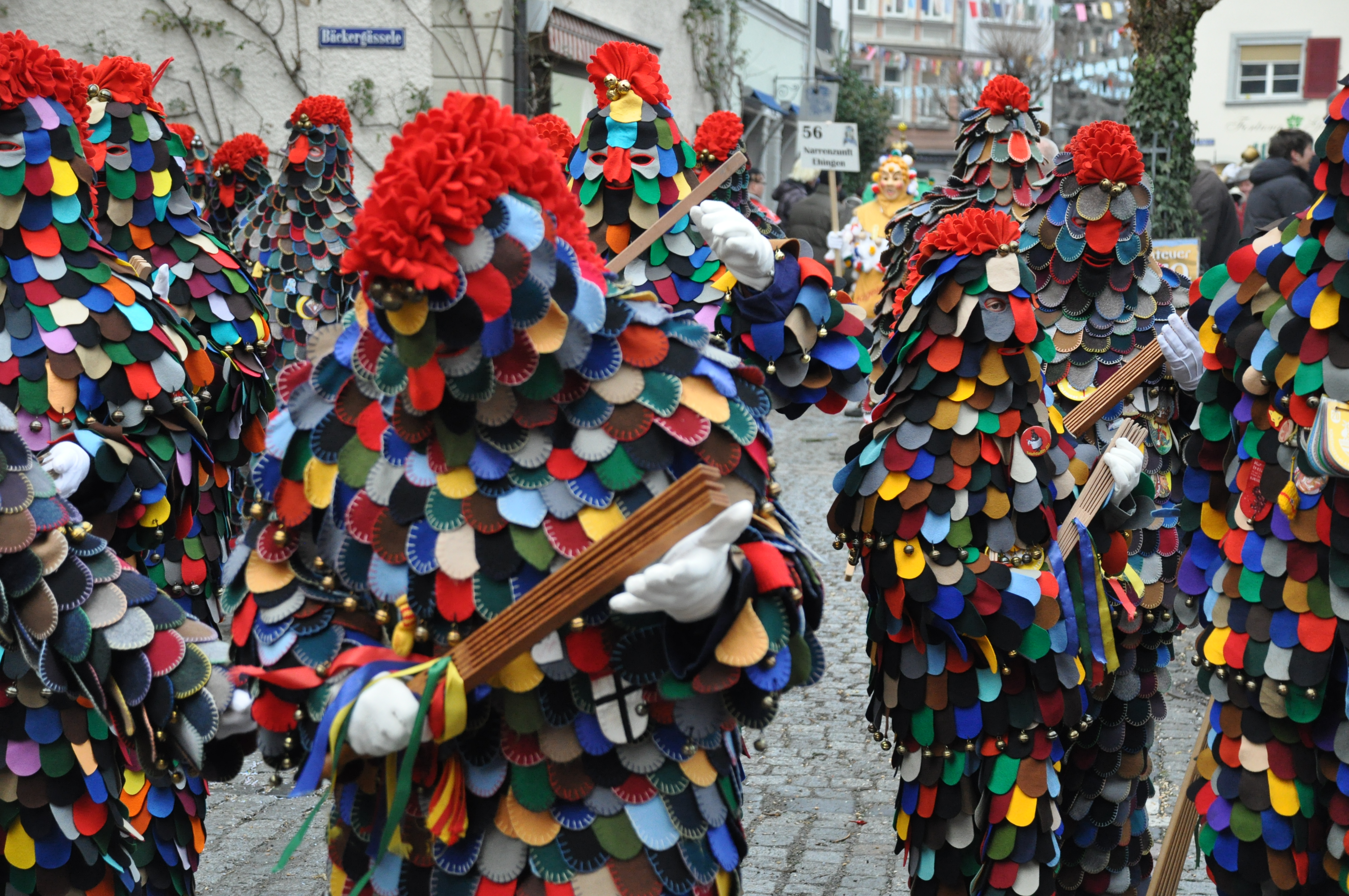
Шествие Блэцлебю на карнавале в Линдау (2016)
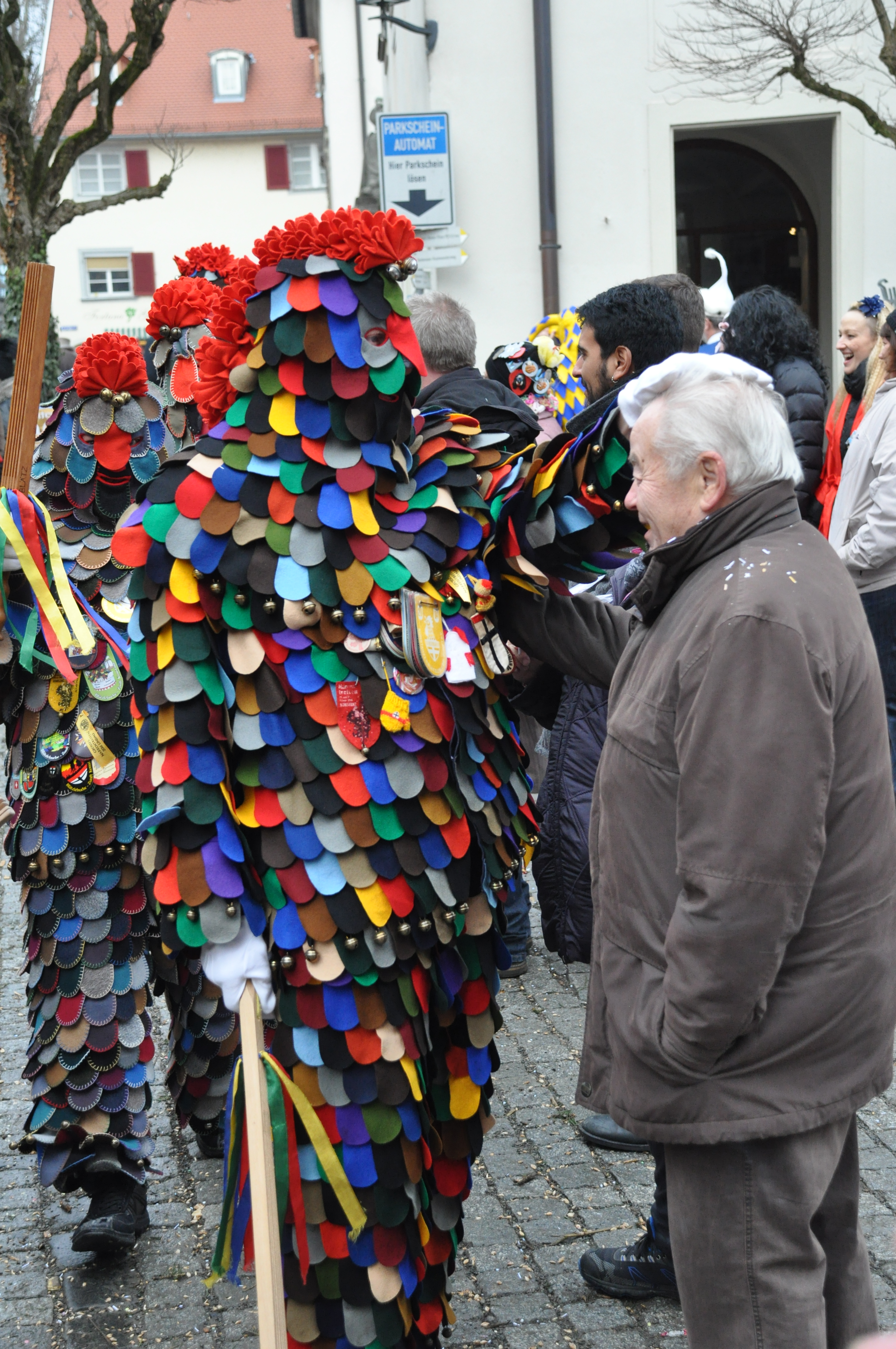
Шествие Блэцлебю  (2016)